# Чемпионат Мальты по футболу 1928/1929
Первый дивизион Мальты 1928/1929 (мальт. L-Ewwel Diviżjoni Maltija 1928/1929) — 18-й сезон чемпионата Мальты по футболу.

## Клубы-участники
| Клуб             | Город    |
| ---------------- | -------- |
| Флориана         | Флориана |
| Слима Уондерерс  | Слима    |
| Валлетта Юнайтед | Валлетта |

## Турнирная таблица
| М | Команда          | И | В | Н | П | Мячи  | ±  | О | Примечания |
| - | ---------------- | - | - | - | - | ----- | -- | - | ---------- |
| 1 | Флориана         | 4 | 3 | 1 | 0 | 9 − 4 | +5 | 7 |            |
| 2 | Слима Уондерерс  | 4 | 1 | 2 | 1 | 5 − 6 | −1 | 4 |            |
| 3 | Валлетта Юнайтед | 4 | 0 | 1 | 3 | 1 − 5 | −4 | 1 |            |

И — игры, В — выигрыши, Н — ничьи, П — проигрыши, Мячи — забитые и пропущенные голы, ± — разница голов, О — очки